# William Lunn (homme politique)
William Lunn (1er novembre 1872 - 17 mai 1942) est un homme politique du parti travailliste au Royaume-Uni.

## Biographie
Né à Rothwell, Lunn commence à travailler comme mineur de charbon à l'âge de douze ans. Il est ensuite élu comme vérificateur de poids à Middleton Colliery, servant pendant vingt ans .
Lunn est un partisan du Parti travailliste et siège au conseil du district urbain de Rothwell et au Conseil des gardiens de Hunslet. Il se présente sans succès à l'élection partielle de Holmfirth en 1912. Il est élu aux élections générales de 1918 comme député pour la circonscription nouvellement créée de Rothwell et occupe le siège jusqu'à sa mort en fonction en 1942, âgé de 69 ans .
En 1924, Lunn sert dans le premier gouvernement travailliste éphémère de Ramsay MacDonald comme secrétaire au Commerce extérieur, un poste ministériel subalterne subordonné au président de la Chambre de commerce .
Lorsque le deuxième gouvernement travailliste prend ses fonctions en juin 1929, Lunn est nommé sous-secrétaire d'État aux colonies. Il est déplacé en décembre de cette année-là au poste de sous-secrétaire d'État aux Affaires nationales et occupe ce poste jusqu'à la formation du gouvernement national en août 1931 .
De 1931 à 1936, Lunn siège au Comité exécutif national du Parti travailliste .
En juillet 1936, lors d'un débat sur le projet de loi sur les sages-femmes du gouvernement, Lunn évoque la mort de sa belle-fille, plus tôt ce jour-là, en plaidant pour que davantage soit fait pour protéger la santé des mères.